# 口角下制筋
口角下制筋（こうかくかせいきん、英: depressor anguli oris muscle）は人間の頭部の浅頭筋のうち、口唇周囲にかけての口筋のなかで上唇と口角を下方にひく筋肉である。オトガイ三角筋（英: triangularis muscle）とも。

## 概要
口角下制筋は下顎骨下顎体斜線（犬歯から第一大臼歯）から起始し、口角付近の皮膚と口輪筋上部に停止する（皮筋）。口角ではモダイオラスを形成する。顔面神経頬筋枝により支配される。胎生27週でも口角下制筋が認められると報告されている。
口角を引き下げる働きがあり、不機嫌な顔つきをする際に機能する（表情筋）。
近傍に存在する筋肉には口唇下制筋・オトガイ筋・口輪筋・広頚筋・笑筋などがある。

## 画像

口角下制筋の位置。赤で示す。
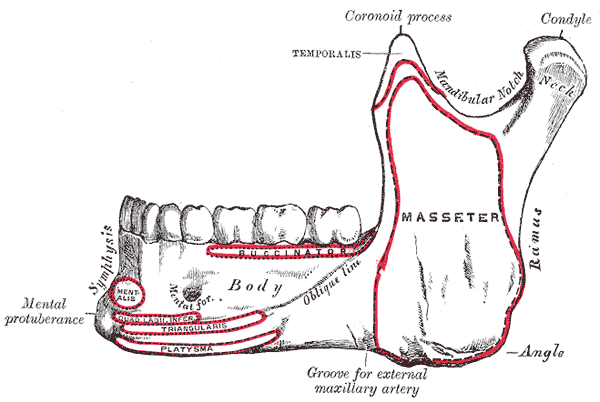
下顎骨の外側面。左下の"Triangularis"と書かれている赤丸部分が口角下制筋の起始。
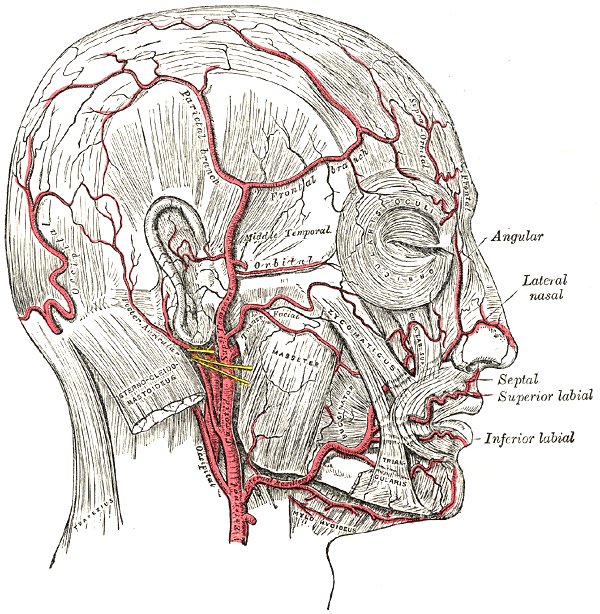
頭部の筋肉と血管。右下に"Triangularis"と書かれているのが口角下制筋。